# Sella di Conza
La sella di Conza è un valico (697m) dell'Appennino meridionale che costituisce convenzionalmente il punto di demarcazione fra l'Appennino campano e l'Appennino lucano.

## Geografia
Segna il confine fra le province di Avellino e Salerno e si trova a breve distanza dal confine con quella di Potenza. Sulla Sella di Conza si incrociano la strada statale 7 Via Appia e la strada statale 91 della Valle del Sele, ed il punto in cui esse s'incrociano ricade nella provincia di Salerno (di cui segna il punto più settentrionale), nella contrada omonima del comune di Castelnuovo di Conza. Tra i centri abitati più vicini, oltre Castelnuovo, vi sono Sant'Andrea di Conza (AV), Conza della Campania (AV), Teora (AV), Pescopagano (PZ) e Santomenna (SA).
Separa la valle adriatica dell'Ofanto da quella tirrenica del Sele.